# Thrill Jockey
Thrill Jockey ist ein US-amerikanisches Independent-Label mit Sitz in Chicago, Illinois. Es wurde 1992 von Bettina Richards in New York City gegründet. Ende 1994 zog Richards mit dem Label nach Chicago.

## Programm und Philosophie
Das Programm umfasst eine Auswahl zwischen elektronischer Musik, Independent und Alternative Country. Die Bands werden von Richards nach ihrem persönlichen Geschmack und gegenseitiger Sympathie ausgewählt. Die Musiker haben absolute künstlerische Freiheit.

## Künstler (Auswahl)
- ADULT.
- Fred Anderson
- Arbouretum
- Bill Dixon
- Exploding Star Orchestra
- Freakwater
- Howe Gelb
- Mouse on Mars
- Jeff Parker
- Pontiak
- Radian
- Matana Roberts
- Chad Taylor
- The Sea and Cake
- Tortoise
- Edward Wilkerson
- 8 Bold Souls